# Epitola oniensis
Epitola oniensis är en fjärilsart som beskrevs av Bethune-Baker 1913. Epitola oniensis ingår i släktet Epitola och familjen juvelvingar. Inga underarter finns listade i Catalogue of Life.